# 2005年カナダグランプリ
2005年カナダグランプリ (Grand Prix Air Canada) は、2005年F1世界選手権の第8戦として、2005年6月12日にジル・ヴィルヌーヴ・サーキットで開催された。

## レース概要

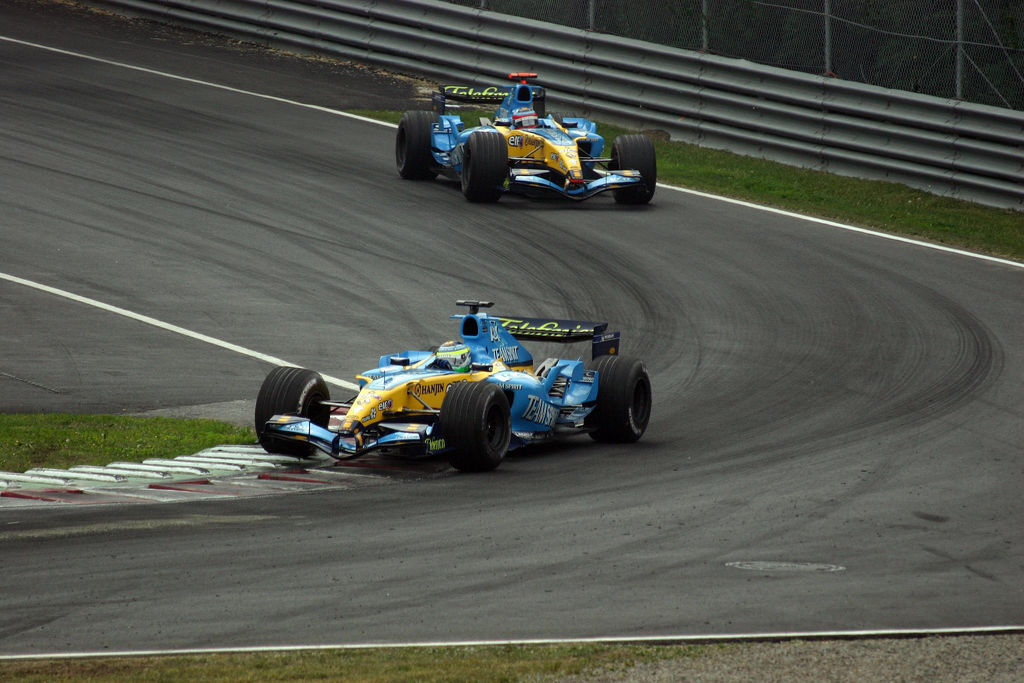
ルノーの両名がレース序盤をリードしたが、ジャンカルロ・フィジケラ、フェルナンド・アロンソ共にリタイヤに終わった。

2005年カナダグランプリは北米ラウンドの初戦であった。レッドブルのクリスチャン・クリエンが4戦ぶりに復帰、アメリカ人ドライバーのスコット・スピードが同チームのテストドライバーとして金曜プラクティスで走行した。ヨーロッパグランプリの最終ラップでリタイヤしたキミ・ライコネンは、予選で11番目にアタック、7番グリッドを獲得した。フェラーリのルーベンス・バリチェロはギアボックスのトラブルに苦しみ、予選アタックができなかった。ジェンソン・バトンがポールポジションを獲得、ミハエル・シューマッハが2位に入り、ルノーの両名がセカンドローに並んだ。

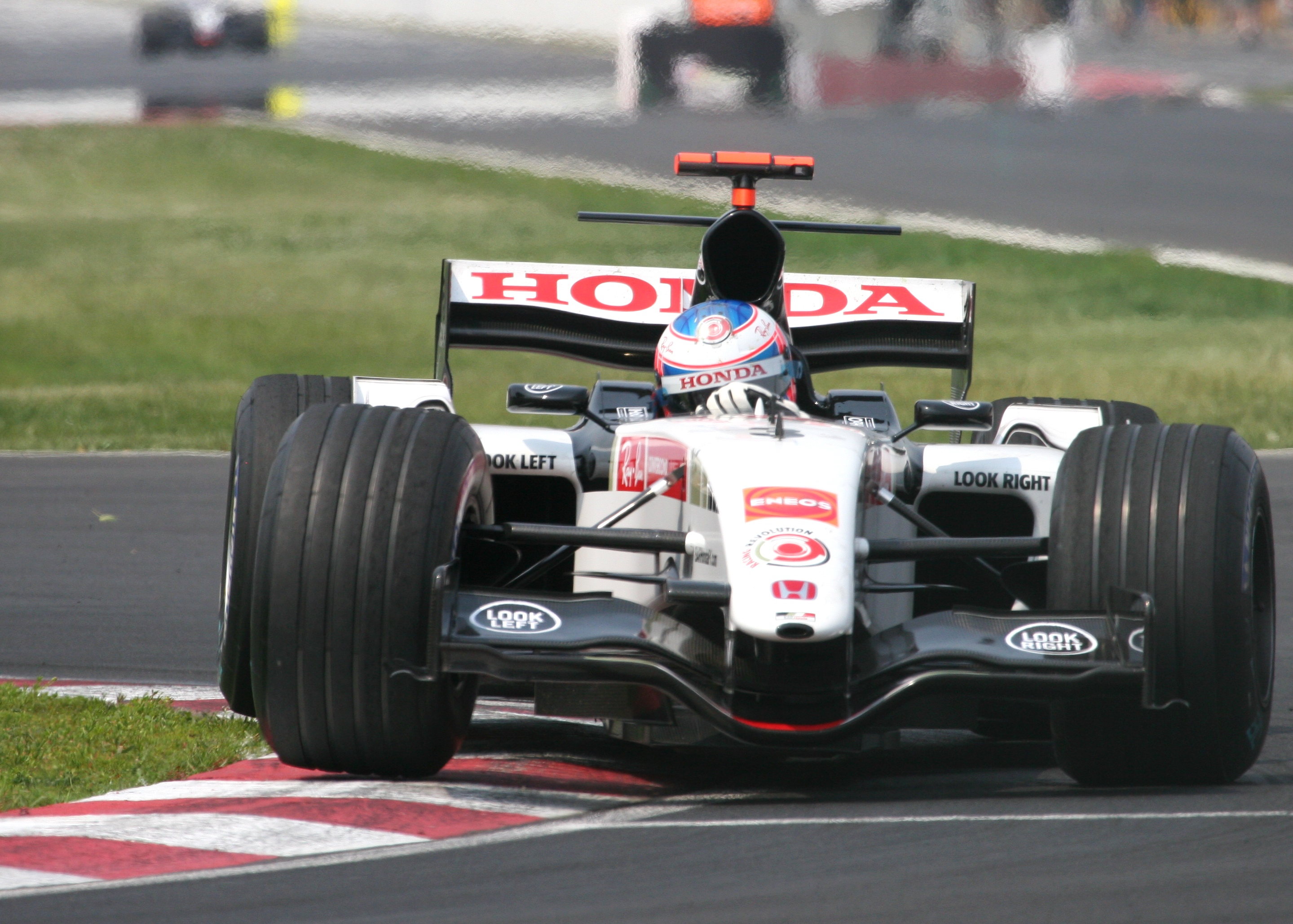
ポールポジションを獲得したジェンソン・バトン

最終グリッドのバリチェロはピットスタートを選択し、余分な燃料を車両に搭載した。レースが始まると、バトンとシューマッハがスタートを失敗、ジャンカルロ・フィジケラとフェルナンド・アロンソがうまく前に出て、第1コーナーに突入した。マクラーレンのファン・パブロ・モントーヤとライコネンもシューマッハをかわし、バトンに続いて4位、5位を走行した。後方ではB・A・Rの佐藤琢磨が小さなミスを犯したが大きく遅れることは無かった。第2ラップでフィジケラはアロンソに対して大きくリードをとる。一方で地元のジャック・ヴィルヌーヴがフロントウィング交換のためピットインを強いられた。レースはルノーの2台がリードし、ピットスタートのバリチェロはコンスタントに順位を上げ第8ラップで15位となった。ナレイン・カーティケヤンはターン1でミスを犯してスピンし、チームメイトのティアゴ・モンテイロに先行を許した。
ミハエル・シューマッハが予定されたピットストップを行う最初のドライバーであった。12ラップ目に給油を行い、6位から12位へ後退する。3ラップ後にバトンとラルフ・シューマッハが手を挙げ、給油のためピットインした。バトンは3位から7位へ後退した。21ラップ目にフェリペ・マッサ、ニック・ハイドフェルド、クリエンがピットインし、続くラップで佐藤がガレージに入り、ギアボックスのトラブルでそのままリタイヤした。24ラップ目にチャンピオンシップを争うアロンソとライコネンが給油に入る。給油のためピットインしモントーヤがピットから出る際、冷えすぎたタイヤのためコースを外れ、アロンソに2位維持を許してしまう。カーティケヤンはサーキットエンドで壁に接触、リタイヤを強いられた。マーク・ウェバーは非常に長い第1スティントで7位に浮上し、28ラップ目にピットイン、マッサ、ハイドフェルド、ラルフ・シューマッハの直前に9位でレース復帰した。続くラップにウェバーはヘアピンでブレーキが遅れ大きく膨らみ、順位を3つ落とす。最後のドライバーとしてバリチェロが31ラップ目にピットインし、8位から12位へ後退した。
アロンソは数ラップ間、フィジケラの直後を走行し、33ラップ目にこれをパスした。しかしながらフィジケラは技術的な問題を抱え、同じラップにモントーヤからもパスされた。フィジケラはハイドロリックシステムのトラブルでピットイン、リタイアした。34ラップ目、バトンとミハエル・シューマッハが2度目のピットインを行い、4位と5位を保持した。35ラップ目、アロンソはモントーヤ、ライコネン、バトン、シューマッハ、ヤルノ・トゥルーリを従えて走行する。しかしながら39ラップ目にアロンソはシケインを大きく外れ壁に接触、サスペンションを損傷しリタイアを強いられた。これによってモントーヤがトップに立ち、ライコネンが2位に続いた。ハイドフェルドはマッサの後を数ラップ走行した後、エンジンに不調を抱え、ラルフ・シューマッハとウェバーの先行を許す。佐藤琢磨は車を修理した後、次戦の予選スタート順位を上げるために24ラップ遅れでレースに復帰した。
49ラップ目、モントーヤとライコネンの差は3秒まで縮小した。ミハエル・シューマッハのプレッシャーを受け続けたバトンは最終シケインでミスを犯し、内側の縁石に接触、リタイアを強いられ3位の座をシューマッハに明け渡してしまう。バトンの車は危険な位置に停止し、セーフティカーが導入された。モントーヤ以外のすべての車がピットインの機会を得、ライコネンが給油する間にモントーヤはピットでの停止を強いられた。モントーヤはセーフティカーの後ろでレースに復帰、車列がターン1から2までの間に連なった。モントーヤはレッドブルのクルサードの直前に2位で滑り込んだ。レース再開前の順位はライコネン、モントーヤ、ミハエル・シューマッハ、トゥルーリ、ウェバー、マッサ、バリチェロ、ラルフ・シューマッハの順であった。セーフティカーがピットに入りレースが再開すると、ウェバーがターン1でミスを犯しマッサとバリチェロの先行を許す。しかしながらマッサも大きく膨らみバリチェロが5位となる。直後モントーヤがピット出口での赤信号を無視したことで黒旗失格となった。

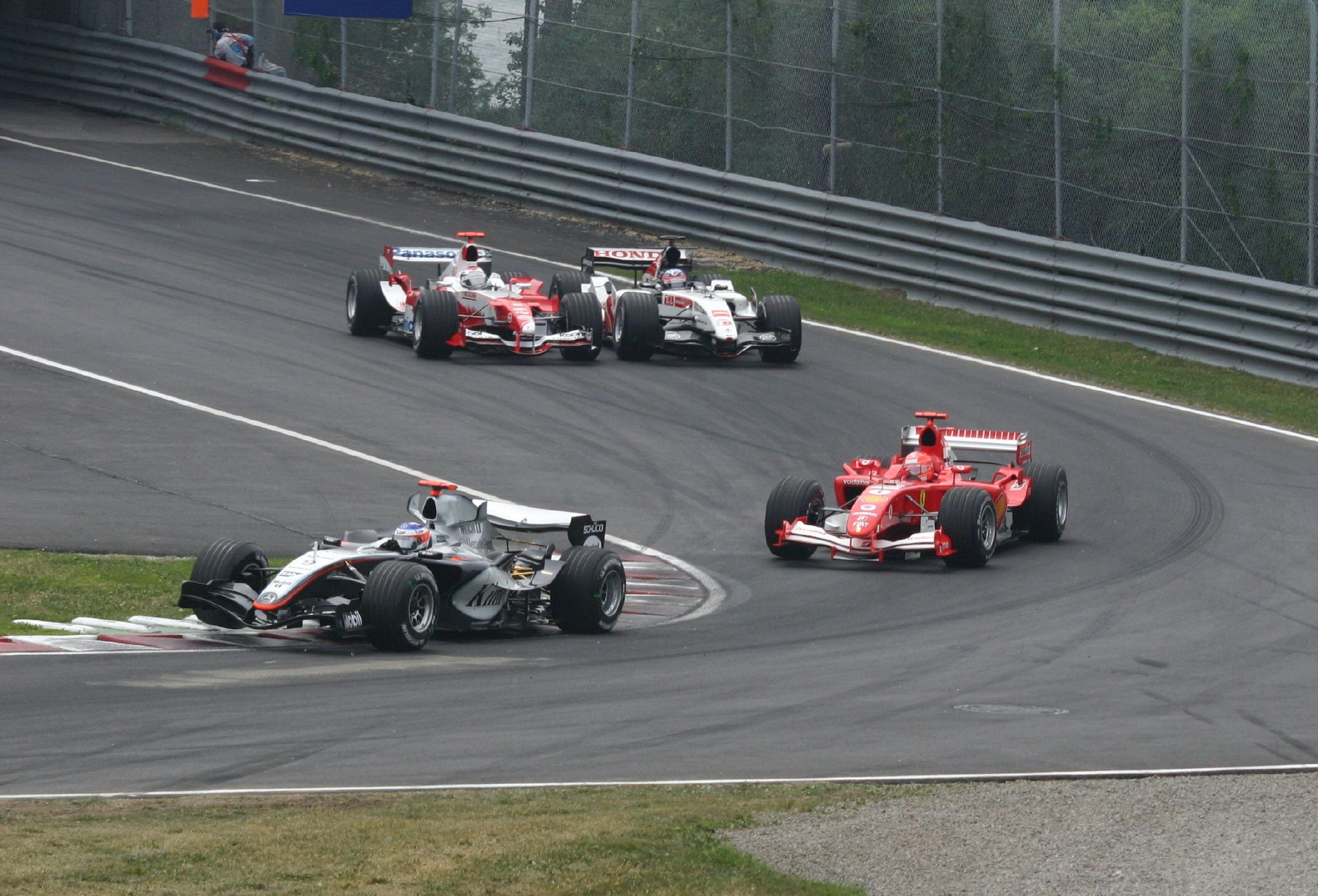
第4ラップで5位争いをするキミ・ライコネンとミハエル・シューマッハ。直後に佐藤琢磨をかわして7位になろうとするヤルノ・トゥルーリ。

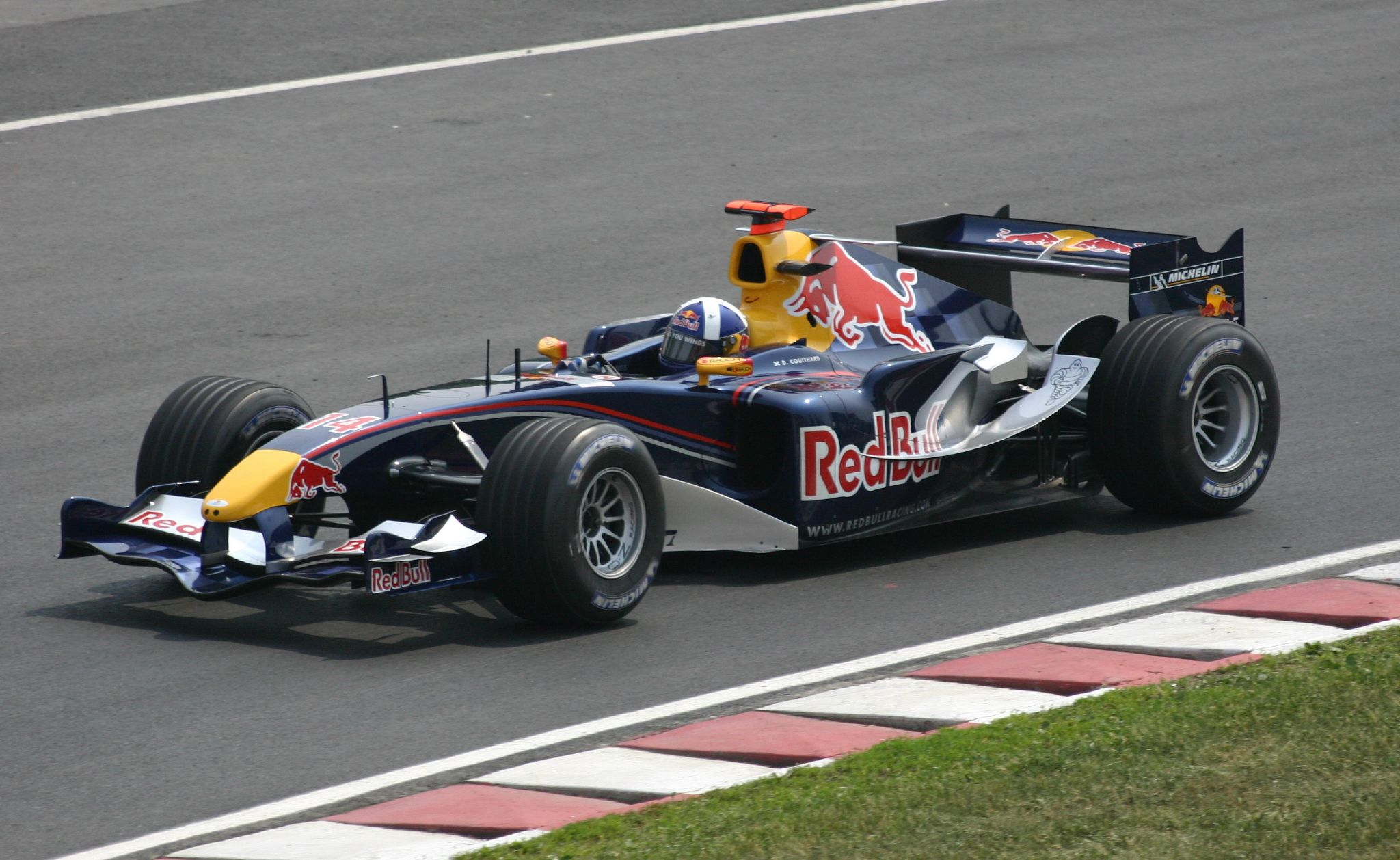
7位を走行するクルサード。

レースが終盤に入ると、ミハエル・シューマッハがライコネンに迫った。ライコネンはハンドリングの不調に悩まされていた。トゥルーリはブレーキに不調を抱えリタイアし、これでバリチェロは3位を悠々走行する。しかしながらバリチェロは小さなミスを犯し、マッサの接近を許す。しかしウェバーもマッサの背後に迫っていた。一方佐藤は機械的な不調のためヘアピンカーブでスピンを喫し、その後オーバーヒートで出火してしまう。ライコネンはシューマッハに対する1秒の差を保持し続け、レースを制した。3位のバリチェロは2位のシューマッハから30秒以上の差を付けられた。ウェバーは最終コーナーでマッサに迫ったものの、これをパスすることはできなかった。マッサは4位に入り、貴重な5ポイントを獲得した。残るポイント獲得者はラルフ、クルサード、クリエンであった。ライコネンはこの勝利でトップをいくアロンソとの差を22まで縮めた。フェラーリの2台が表彰台に上ったことで、コンストラクターズのタイトル争いに浮上することとなった。

## 予選

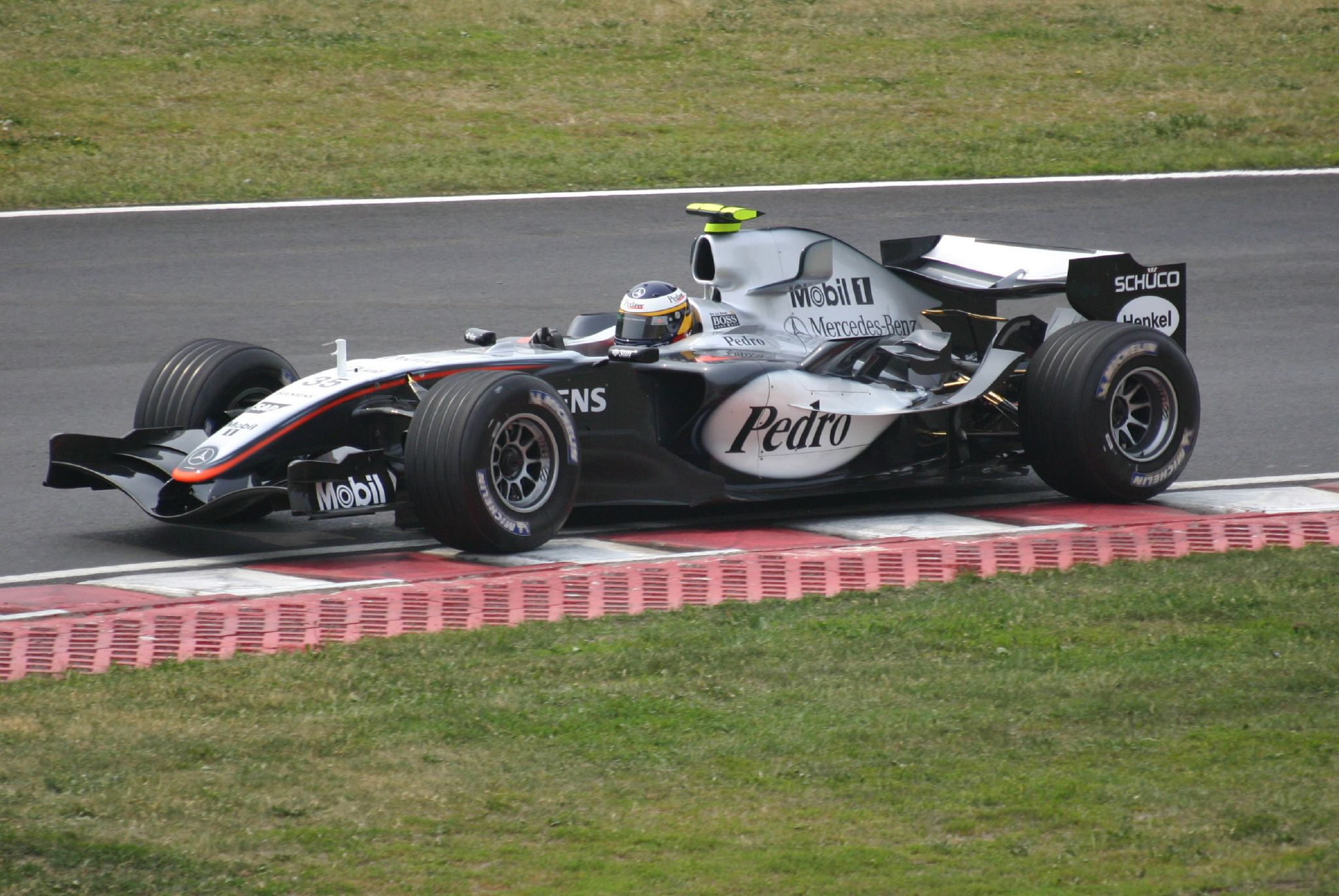
金曜プラクティスのペドロ・デ・ラ・ロサ

| 順位    | No | ドライバー                 | コンストラクター        | タイム   | 差     |
| ------- | -- | -------------------------- | ----------------------- | -------- | ------ |
| 1       | 3  | ジェンソン・バトン         | B・A・R-ホンダ          | 1:15.217 | —      |
| 2       | 1  | ミハエル・シューマッハ     | フェラーリ              | 1:15.475 | +0.258 |
| 3       | 5  | フェルナンド・アロンソ     | ルノー                  | 1:15.561 | +0.344 |
| 4       | 6  | ジャンカルロ・フィジケラ   | ルノー                  | 1:15.577 | +0.360 |
| 5       | 10 | ファン・パブロ・モントーヤ | マクラーレン-メルセデス | 1:15.669 | +0.452 |
| 6       | 4  | 佐藤琢磨                   | B・A・R-ホンダ          | 1:15.729 | +0.512 |
| 7       | 9  | キミ・ライコネン           | マクラーレン-メルセデス | 1:15.923 | +0.706 |
| 8       | 11 | ジャック・ヴィルヌーヴ     | ザウバー-ペトロナス     | 1:16.116 | +0.899 |
| 9       | 16 | ヤルノ・トゥルーリ         | トヨタ                  | 1:16.201 | +0.984 |
| 10      | 17 | ラルフ・シューマッハ       | トヨタ                  | 1:16.362 | +1.145 |
| 11      | 12 | フェリペ・マッサ           | ザウバー-ペトロナス     | 1:16.661 | +1.444 |
| 12      | 14 | デビッド・クルサード       | レッドブル-コスワース   | 1:16.890 | +1.673 |
| 13      | 8  | ニック・ハイドフェルド     | ウィリアムズ-BMW        | 1:17.081 | +1.864 |
| 14      | 7  | マーク・ウェバー           | ウィリアムズ-BMW        | 1:17.749 | +2.532 |
| 15      | 21 | クリスチャン・アルバース   | ミナルディ-コスワース   | 1:18.214 | +2.997 |
| 16      | 15 | クリスチャン・クリエン     | レッドブル-コスワース   | 1:18.249 | +3.032 |
| 17      | 19 | ナレイン・カーティケヤン   | ジョーダン-トヨタ       | 1:18.664 | +3.447 |
| 18      | 18 | ティアゴ・モンテイロ       | ジョーダン-トヨタ       | 1:19.034 | +3.817 |
| 19      | 20 | パトリック・フリーザッハー | ミナルディ-コスワース   | 1:19.574 | +4.357 |
| 20      | 2  | ルーベンス・バリチェロ     | フェラーリ              | No time  |        |
| Source: |    |                            |                         |          |        |

## 決勝

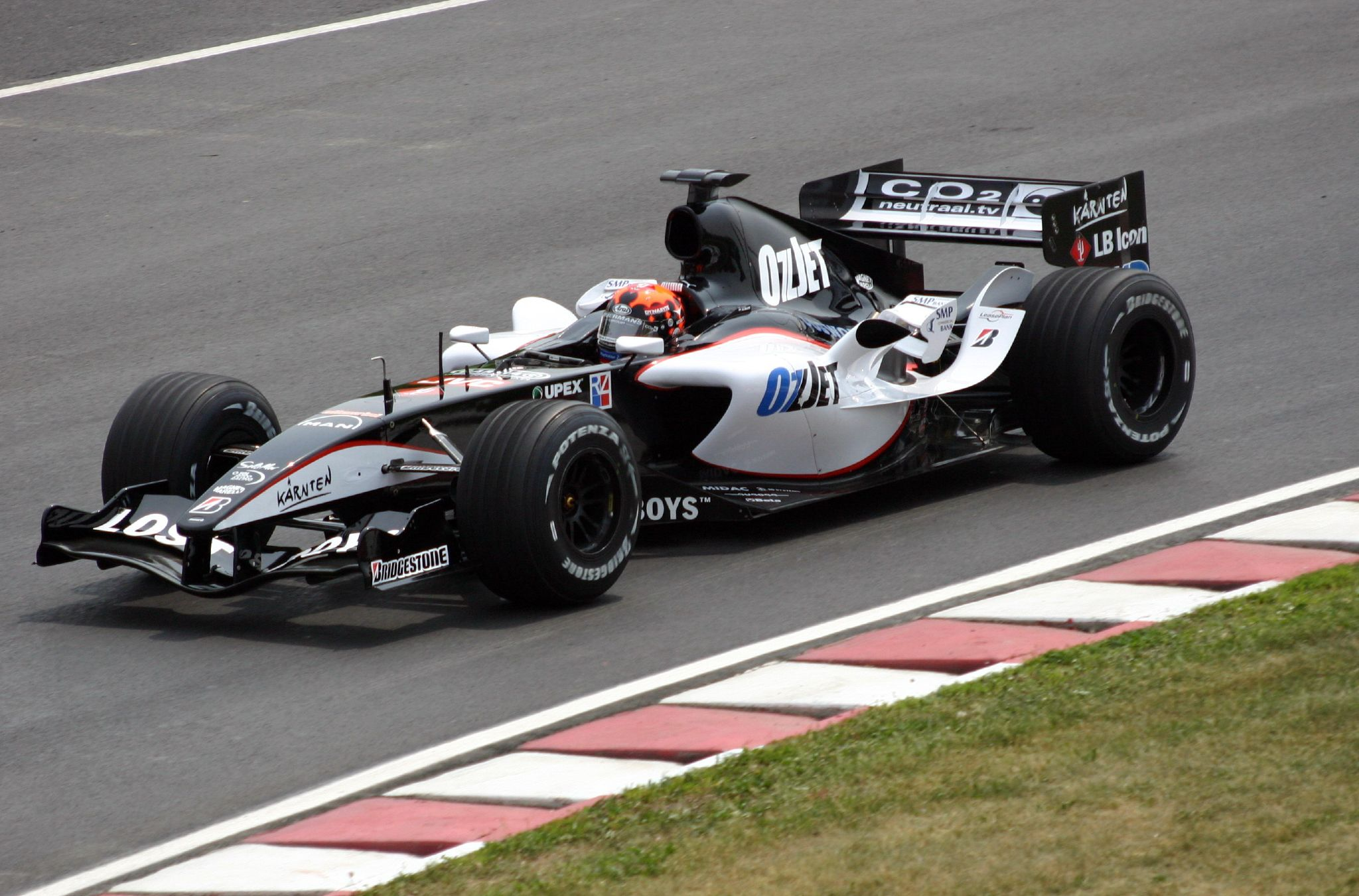
クリスチャン・アルバース11位で完走した。これは彼にとって今シーズン2番目に高い順位であった。

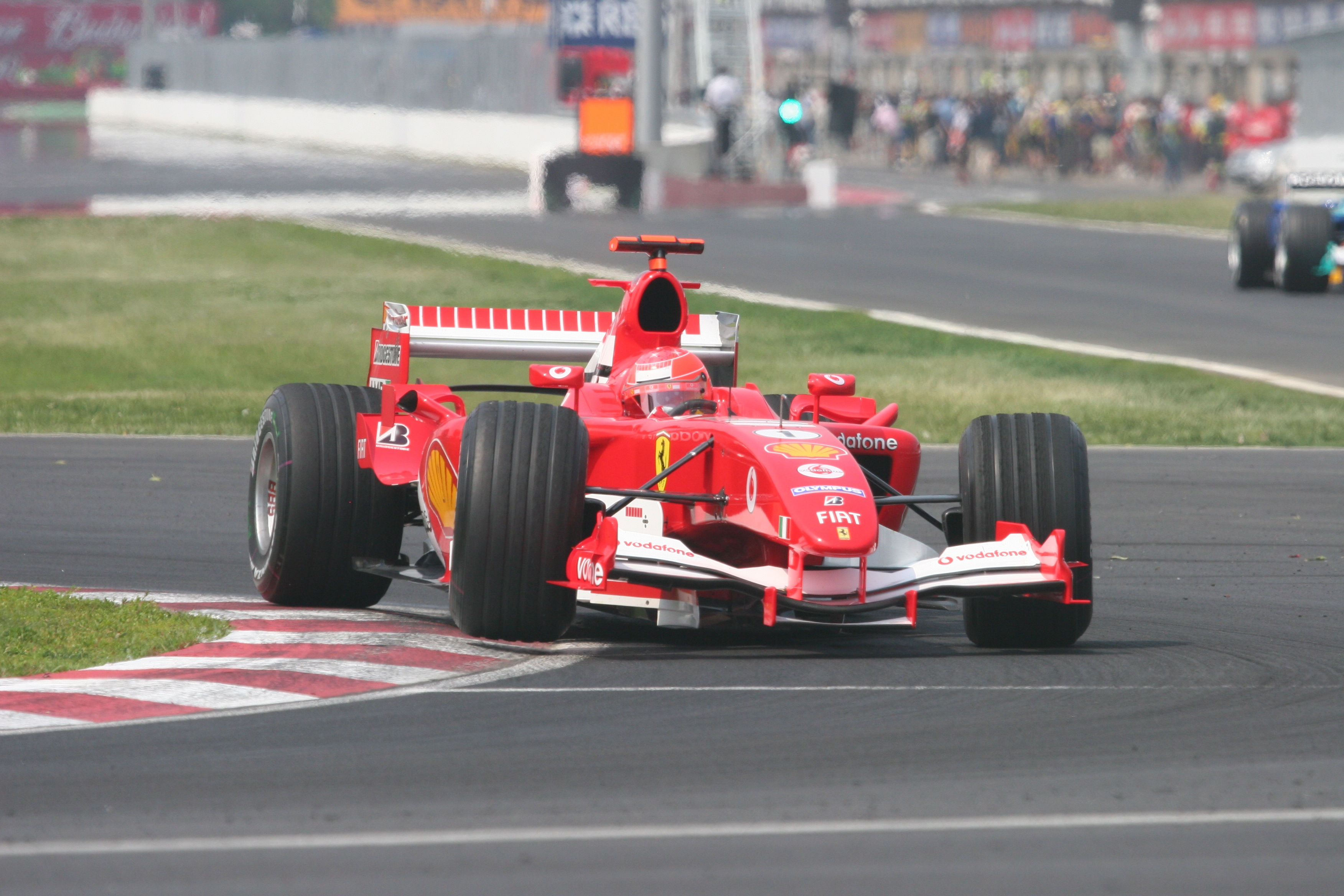
ミハエル・シューマッハが2位でフィニッシュした。

| 順位     | No | ドライバー                 | コンストラクター        | 周回 | タイム         | グリッド | ポイント |
| -------- | -- | -------------------------- | ----------------------- | ---- | -------------- | -------- | -------- |
| 1        | 9  | キミ・ライコネン           | マクラーレン-メルセデス | 70   | 1:32:09.290    | 7        | 10       |
| 2        | 1  | ミハエル・シューマッハ     | フェラーリ              | 70   | +1.1           | 2        | 8        |
| 3        | 2  | ルーベンス・バリチェロ     | フェラーリ              | 70   | +40.4          | 20       | 6        |
| 4        | 12 | フェリペ・マッサ           | ザウバー-ペトロナス     | 70   | +55.1          | 11       | 5        |
| 5        | 7  | マーク・ウェバー           | ウィリアムズ-BMW        | 70   | +55.7          | 14       | 4        |
| 6        | 17 | ラルフ・シューマッハ       | トヨタ                  | 69   | +1 Lap         | 10       | 3        |
| 7        | 14 | デビッド・クルサード       | レッドブル-コスワース   | 69   | +1 Lap         | 12       | 2        |
| 8        | 15 | クリスチャン・クリエン     | レッドブル-コスワース   | 69   | +1 Lap         | 16       | 1        |
| 9        | 11 | ジャック・ヴィルヌーヴ     | ザウバー-ペトロナス     | 69   | +1 Lap         | 8        |          |
| 10       | 18 | ティアゴ・モンテイロ       | ジョーダン-トヨタ       | 67   | +3 Laps        | 18       |          |
| 11       | 21 | クリスチャン・アルバース   | ミナルディ-コスワース   | 67   | +3 Laps        | 15       |          |
| リタイヤ | 16 | ヤルノ・トゥルーリ         | トヨタ                  | 62   | ブレーキ       | 9        |          |
| リタイヤ | 3  | ジェンソン・バトン         | B・A・R-ホンダ          | 46   | アクシデント   | 1        |          |
| リタイヤ | 8  | ニック・ハイドフェルド     | ウィリアムズ-BMW        | 43   | エンジン       | 13       |          |
| リタイヤ | 4  | 佐藤琢磨                   | B・A・R-ホンダ          | 40   | ブレーキ       | 6        |          |
| リタイヤ | 20 | パトリック・フリーザッハー | ミナルディ-コスワース   | 39   | ハイロドリック | 19       |          |
| リタイヤ | 5  | フェルナンド・アロンソ     | ルノー                  | 38   | サスペンション | 3        |          |
| リタイヤ | 6  | ジャンカルロ・フィジケラ   | ルノー                  | 32   | ハイロドリック | 4        |          |
| リタイヤ | 19 | ナレイン・カーティケヤン   | ジョーダン-トヨタ       | 24   | サスペンション | 17       |          |
| DSQ*     | 10 | ファン・パブロ・モントーヤ | マクラーレン-メルセデス | 52   | 赤信号無視     | 5        |          |
| Source:  |    |                            |                         |      |                |          |          |

## 第8戦終了時点でのランキング
| 順位 | ドライバー             | ポイント |
| ---- | ---------------------- | -------- |
| 1    | フェルナンド・アロンソ | 59       |
| 2    | キミ・ライコネン       | 37       |
| 3    | ヤルノ・トゥルーリ     | 27       |
| 4    | ニック・ハイドフェルド | 25       |
| 5    | ミハエル・シューマッハ | 24       |

| 順位 | コンストラクター        | ポイント |
| ---- | ----------------------- | -------- |
| 1    | ルノー                  | 76       |
| 2    | マクラーレン-メルセデス | 63       |
| 3    | ウィリアムズ-BMW        | 47       |
| 4    | トヨタ                  | 47       |
| 5    | フェラーリ              | 45       |

- 注：ドライバー、コンストラクター共にトップ5のみ表示。